# 王之炅
王之炅（1983年8月18日—），生於上海市，中國小提琴演奏家。

## 生平
王之炅师从小提琴演奏家俞丽拿，14岁时與耶胡迪·梅纽因以及里尔交响乐团合作演出协奏曲。1998年，王之炅夺得梅纽因国际青少年小提琴比赛第一名。同年，她在上海大剧院演奏《梁祝小提琴协奏曲》。王之炅從上海音乐学院毕业后，跟随柏林爱乐乐团前首席高利亚·巴列夏在汉堡音乐与戏剧学院及柏林埃斯勒音乐学院学习，毕业后在柏林埃斯勒音乐学院任教。後來出任上海音乐学院小提琴专业教授和管弦系副主任。之後王之炅組建「时代重奏团」。